# لینا بن مهنی
لینا بن مهنی (زاده ۲۲ مه ۱۹۸۳ – درگذشته ۲۷ ژانویه ۲۰۲۰) کنشگر اینترنتی، وبلاگ‌نویس و استاد دانشگاه اهل تونس بود. وی به واسطه وبلاگش «دختر تونسی» در زمان انقلاب تونس به شهرت رسید.

## جایزه دویچه‌وله و الموندو
لینا مهنی جایزه بین‌المللی وبلاگ‌نویسی دویچه وله و جایزه بین‌المللی خبرنگاری الموندو را تصاحب کرد. او علاوه بر این در سال ۲۰۱۱ کاندید دریافت جایزه صلح نوبل شد.

## فعالیت‌ها
مهنی به زبان‌های عربی، انگلیسی و فرانسوی نگارش می‌کرد. وی در دوران حکومت زین‌العابدین بن‌علی رئیس‌جمهور پیشین تونس فعالیت داشت.

### وبلاگ‌نویس سرشناس

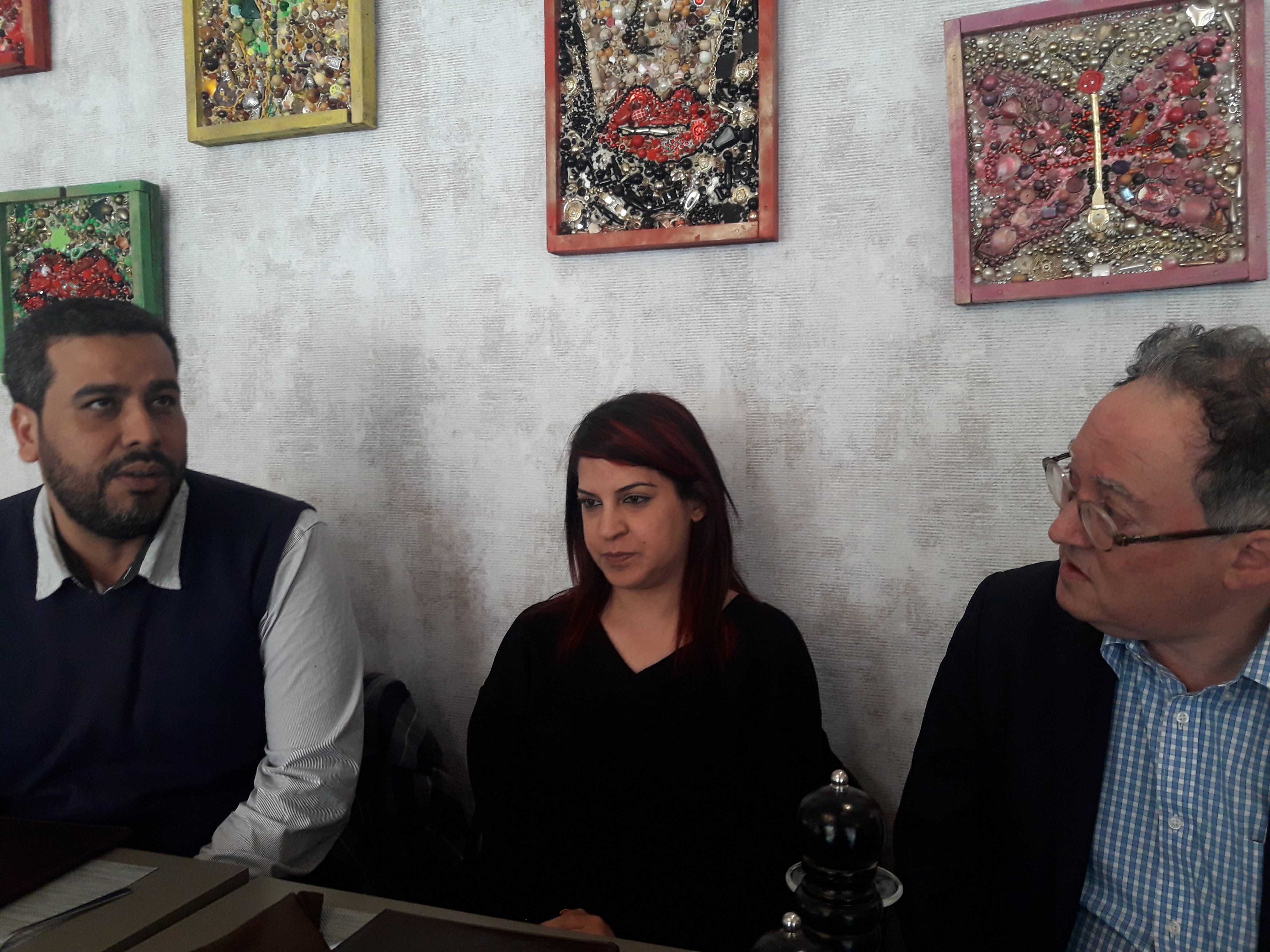
بن مهنی در ۲۰۱۸ همکاری خود را با وبلاگ نویس وسام تلیلی و گیدون راچمن روزنامه نگارو بریتانیایی آغاز کرد.

بن مهنی در ۲۰۱۸ به همکاری با وبلاگ نویس وسیم طلال و روزنامه‌نگار بریتانیایی گیدون راچمن پرداخت.
وبلاگ بن مهنی، دختر تونسی، تا سال ۲۰۱۱ در دوران حکومت زین العابدین بن علی، یکی از معدود وبلاگ نویسانی بود که به جای استفاده از نام مستعار برای محافظت از هویت خود، از نام واقعی خود برای وبلاگش استفاده می‌کرد. وبلاگ او و همچنین حساب‌های فیس‌بوک و توییتر او تحت رژیم بن علی سانسور شدند.
بن مهنی در ۲۰۱۱ شروع به انتشار عکس‌ها و فیلم‌های اعتراضی مجروحان در سراسر تونس کرد. او در تلاش برای مسئول ساختن دولت در قبال اقدامات خود و مردمی که در این قیام‌ها آسیب دیده بودند، از بیمارستان‌های محلی بازدید می‌کرد و از مصدومین پلیس عکس می‌گرفت.

### انقلاب تونس
در ماه مه ۲۰۱۰، بن مهنی یکی از سازمان دهندگان اصلی تظاهرات در تونس علیه سرکوب رسانه‌ها و سانسور اینترنت توسط دولت بود.
در ژانویه ۲۰۱۱، او هفته‌های اولیه انقلاب، تونس را از استان سیدی بوزید در داخل کشور پوشش داد. زمانی که نیروهای دولتی معترضان را در منطقه قتل‌عام و سرکوب کردند، بن منی تنها وبلاگ نویسی بود که در شهرهای داخلی القصرین و الرقاب حضور داشت. گزارش‌ها و پست‌های او اطلاعات بدون سانسور را در اختیار دیگر فعالان تونسی و رسانه‌های بین‌المللی قرار داد.

## آثار
- دختر تونسی: وبلاگ نویس برای بهار عربی (فرانسوی)، تونس: بومی، ۲۰۱۱، ISBN 2911939875
- اتصال! (آلمانی) [دختر تونسی – وبلاگ نویس برای بهار عربی]، پاتریشیا کلوبوسیچکی (ترجمه)، نگهداری: دیگران (پیوند) برلین: اولشتاین ورلاگ، ۲۰۱۱، ISBN 978-3-550-08893-3

## مرگ
لینا مهنی در ۲۷ ژانویه ۲۰۲۰ در سن ۳۶سالگی در بیمارستانی بر اثر سکته مغزی ناشی از عوارض یک بیماری خودایمنی درگذشت. رسانه‌های کشورهای مختلف بر اهمیت کار و مشارکت او در مبارزه حقوق بشر در کشور و منطقه تأکید کردند.